# Yung Rapunxel
„Yung Rapunxel” (stilizat ca #YUNGRAPUNXEL) este un cântec a rapperiței Americane Azealia Banks pentru albumul de studio de debut Broke with Expensive Taste. Interscope Records a lansat piesa ca primul single de pe album la mainstream radio pe data de 16 aprilie 2013. Piesa conține elemente din piesa No More Drama a aristei de muzica R&B Mary J. Blige. Yung Rapunxel a fost revizuit favorabil de către critici de muzică, cu multe complimente pentru stilul lui Banks. Pe data de 11 martie, piesa a fost pusă la dispoziție pentru difuzare prin intermediul SoundCloud. Ea a cântat piesa live la Glastonbury în iunie 2013.

## Videoclipul
Filmările pentru videoclip au început în 22 februarie 2013, și au continuat în martie. Videoclipul oficial a fost lansat pe data de 16 aprilie 2013. Videoclipul a fost regizat de către Jam Sutton. Videoclipul are o setare mai mult alb-negru, inclusiv polițiști care fug prin ceață, bufnițe cu ochii galbeni și roșii la zbor în mișcare suspendată, Banks călărind un taur mecanic, un simbol Yin & Yang rotativ, o mână fără trup cu un ochi încorporat în palma plutind în aer la mijloc și Banks cu guri în loc de ochi.

## Clasamente
| Clasament (2013)              | Poziție maximă |
| ----------------------------- | -------------- |
| Australia (ARIA)              | 25             |
| Regatul Unit (UK R&B OCC)     | 30             |
| Regatul Unit (UK Singles OCC) | 152            |

## Datele lansărilor
| Țară                       | Dată            | Format              | Casă de discuri | Ref.  |
| -------------------------- | --------------- | ------------------- | --------------- | ----- |
| Canada                     | 16 aprilie 2014 | Descărcare digitală | Polydor         | [ 5 ] |
| Statele Unite ale Americii | 16 aprilie 2014 | Descărcare digitală | Interscope      | [ 6 ] |